# 橘荘
橘荘（たちばなのしょう）は、中世の下総国海上郡にあった荘園。現在の千葉県香取郡東庄町付近に相当。東荘（とうのしょう）とも呼ばれる。

## 概要
久安2年（1146年）8月10日の平常胤寄進状に「相馬・橘両郷」とみえ、千葉常胤が父常重から相馬郷とともに伝領した私領であったとみられるが、保延2年（1136年）7月15日下総守藤原親通が、公田官物未進を口実に常重の身柄を拘束し、両郷を親通に譲渡するという文書を作成、常重・常胤父子に署判を強いて奪い取り、同年11月13日二男親盛に譲られた。この事件が決着しないまま、平常澄が御厨支配を主張、この間隙をぬって源義朝が常重に圧力をかけて奪い、天養2年（1145年）3月、伊勢内宮に寄進している。その後、常胤は未納の官物として上品八丈絹・砂金・上馬などを国庫に弁進し、久安2年（1146年）4月には国衙から相馬郡司に補任され、父にならい相馬御厨を内宮に寄進したが、当郷のみ返付されなかった。
治承4年（1180年）石橋山の戦いに敗れた源頼朝が房総に逃れた際、常胤の六男胤頼の進言により、藤原親通の孫親政を討ち取ったことから勢いを得て、様子見していた上総広常も参陣し治承・寿永の乱を制する。その後、胤頼に譲られ鎌倉時代を通して当荘は東氏に相伝された。
『吾妻鏡』文治2年（1186年）3月12日条の「関東御知行国々内乃具未済庄々注文」には木内荘とともに二位大納言領とみえ、藤原親通の孫親政が皇嘉門院判官代であることから、この二位大納言とは、皇嘉門院（藤原聖子）の猶子九条兼実の弟である藤原兼房と推定される。
建久8年（1197年）の香取神宮の遷宮に際しては作料100石を負担している。